# Växtcell
En växtcell innehåller allt som en vanlig eukaryot cell har och utöver det även: 

Växtcellens struktur

- Cellvägg av cellulosa, stöder upp växten.
- Plastider - har olika funktioner beroende på om cellen finns i exempelvis bladet eller i rötterna. I bladet återfinns kloroplaster som har grönt färgämne med klorofyll, det är här som fotosyntesen sker. I andra delar av växten återfinns proplastider,
- Vakuol - en vätskefylld blåsa som upptar större delen av växtcellens inre, vakuolen består främst av vatten och vissa lösta ämnen (vätskereserv), inne i vakuolen är trycket ganska högt och detta gör att cellen spänns ut mot cellväggen.
- Stroma - vätskan som finns i cellen.